# Cucullia canariensis
Cucullia canariensis är en fjärilsart som beskrevs av Rudolf Pinker 1969. Cucullia canariensis ingår i släktet Cucullia och familjen nattflyn. Inga underarter finns listade i Catalogue of Life.